# Władysław Dobrowolski (samorządowiec)
Władysław Dobrowolski (ur. 7 lipca 1903 w Warszawie, zm. 8 maja 1964) – działacz oświatowy prezydent Torunia w latach 1945–1949.

## Życiorys
Urodził się 7 lipca 1903 w Warszawie. W 1923 ukończył Seminarium Nauczycielskie w Siennicy, a w 1932 Państwowy Wyższy Kurs Nauczycielski w Warszawie na kierunku przyrodniczo-geograficznym. W 1920 wziął udział w obronie Warszawy w szeregach 13 pułku ułanów. W latach 1922–1923 był drużynowym Związku Strzeleckiego. W 1923 podjął pracę jako nauczyciel w Suchodole. W następnych latach (do 1931), wraz z żoną Heleną, pracował w szkole powszechnej w Linowcu. Od 1932 do 1935 uczył w szkole powszechnej nr 1 w Chełmnie. W 1936 został kierownikiem pięcioklasowej szkoły we Wrzosach. W 1937 został wybrany prezesem Zarządu Okręgu Pomorskiego i członkiem Zarządu Głównego Związku Nauczycielstwa Polskiego (ZNP). We wrześniu 1939 walczył w obronie Warszawy jako kapral 67 pułku piechoty. W okresie okupacji hitlerowskiej uczył w szkole powszechnej w Zawadach pod Warszawą oraz działał w Tajnej Organizacji Nauczycielskiej.
W 1945 osiadł w Toruniu. Ponownie objął kierownictwo szkoły we Wrzosach oraz Okręgu Pomorskiego ZNP. Podczas inauguracyjnego posiedzenia Miejskiej Rady Narodowej, która odbyła się 18 marca 1945 roku, Polska Partia Socjalistyczna (PPS) poleciła go na stanowisko prezydenta Torunia. Funkcję tę sprawował do 31 stycznia 1949 roku.
Największym zadaniem, z którym mierzył się Dobrowolski, była rabunkowa polityka wojsk sowieckiego. Dobrowoski domagał się od oddziałów radzieckich opuszczenie obiektów publicznych oraz zwrot skradzionego mienia przemysłowego. 31 stycznia 1949 roku władze wojewódzkie odwołały go ze stanowiska prezydenta miasta. 
Po likwidacji PPS w grudniu 1948 roku przystąpił do Polskiej Zjednoczonej Partii Robotniczej. 3 maja 1945 roku był posłem do Krajowej Rady Narodowej. 
We wrześniu 1946 został wiceprzewodniczącym Wojewódzkiego Komitetu PPS. Po usunięciu z funkcji prezydenta pracował w Kuratorium Okręgu Szkolnego jako wizytator. W 1952 został kierownikiem Oddziału Oświaty Dorosłych. W 1953 pod zarzutem powiązań z tzw. prawicą PPS i Armią Krajową został usunięty z PZPR i pracy w Kuratorium. Od 1954 pracował jako wizytator Wydziału Kadr i Ośrodków Szkoleniowych Centralnego Związku Spółdzielczości Pracy (CZSP). W 1963 awansował na naczelnika Wydziału Szkolenia Zawodowego CZSP. W styczniu 1957 został ponownie członkiem PZPR.
Spoczywa na cmentarzu Powązkowskim (kwatera 106-5-18).

## Rodzina
Syn kowala fabrycznego Kacpra i Józefy z Rachockich. Starsi bracia Franciszek Ksawery i Hieronim oraz brat stryjeczny Kazimierz Władysław Dobrowolski byli aktywnymi działaczami PPS. Bratanek Władysława Stanisław Ryszard Dobrowolski był pisarzem i poetą.